# أم لخبا
أم لخبا منطقة في قطر، تقع في بلدية الدوحة. كانت تُعرف سابقًا باسم جنوب الدحيل.

## أصل الكلمة
في اللغة العربية، تعني كلمة «أم» حرفياً الأم، في هذا السياق تُستخدم بادئة لميزات جغرافية معينة. الجزء الثاني من الاسم «لخبا» مشتق من الكلمة العربية «خباء»، التي تعني «إخفاء». يشير الاسم إلى حقيقة أن المنطقة خفية نسبيًا لأنها تقع في منخفض.

## معالم
سيارات مرسيدس بنز ناصر بن خالد على شارع العقورية.
المقر الرئيسي لخدمة الإسعاف في مؤسسة حمد الطبية بشارع المرخية.
افتتح طوار مول في شارع المرخية سنة 2018 ويغطي مساحة تقارب 90 ألف متر مربع.
مركز الشفلح للأطفال ذوي الاحتياجات الخاصة شارع زيد بن مهاجر.

## المواصلات
الطرق الرئيسية التي تمر عبر الحي هي شارع المرخية وشارع الخفجي وطريق الشمال.

## التركيبة السكانية
وفقًا لتعداد عام 2010، تضم المنطقة 1540 وحدة سكنية  و331 منشأة. يعيش 9871 شخصًا في المنطقة، 51٪ منهم من الذكور و49٪ من الإناث. من بين السكان البالغ عددهم 9871 نسمة، كان 68٪ منهم يبلغون من العمر 20 عامًا أو أكثر و32٪ أقل من 20 عامًا. بلغ معدل معرفة القراءة والكتابة 97.3٪.
يشكل الأشخاص العاملون 55٪ من إجمالي السكان. تمثل الإناث 40٪ من السكان العاملين، في حين يمثل الذكور 60٪.
| السنة | تعداد السكان |
| ----- | ------------ |
| 1986  | 927          |
| 1997  | 1,493        |
| 2004  | 4,486        |
| 2010  | 9,871        |

## التعليم
توجد المدارس التالية في أم لخبا:
اسم المدرسة
المقرر
الرتبة
الجنس
مدرسة الأندلس الثانوية الخاصة للبنين
مستقل
ثانوية
ذكور فقط
قطر الحديثة
مستقل
روضة
أطفال
كلا الجنسين
المدرسة القطرية الكندية
دولي
روضة أطفال - ثانوية
كلا الجنسين